# Naaba Kango
Naaba Kango ou Naba Kango - littéralement le roi Kango - (née en 1757 et décédé en  1787) est connu comme le plus grand des souverains du Yatenga, l'un des premiers royaumes modernes du Burkina Faso actuel .Il est célébre pour avoir renforce l’unité politique de son royaume ,mis en place des reformes importantes ,et surtout  pour avoir fondes la ville de ouahigouya ,aujourd’hui une ville majeur . 

## Biographie
Dans la première moitié du XVIIIe siècle, le Yatenga connait une succession rapide d'une dizaine de souverains en un demi-siècle. Cette instabilité est due à l'affaiblissement de l'autorité centrale des rois (Naba) par les autorités régionales et les chefs territoriaux (les nakomse, descendants d'anciens souverains) qui manœuvrent pour plus d'indépendance.  
Après la mort de son frère Naaba Piiyo en 1754, Kango devint le naaba. Cette succession est disputée et il est bientôt contraint à l'exil à Ségou (Ségu) par son cousin Naaba Wobgo. En 1757, il revient avec les troupes de Barbara maniant des fusils à silex, les premières armes à feu jamais enregistrées au Yatenga. Cet avantage technologique permet à Kango de gagner la guerre. 
Il fonde la nouvelle capitale à Ouahigouya (Wahiguya) en 1780,,, et fait adopter des réformes pour renforcer l'autorité royale centrale aux dépens des nakomse,.  
Les nakomse exploitent la série de conflits de succession après la mort de Kango pour affaiblir à nouveau l'autorité centrale. 